# Phelotrupes kerzhneri
Phelotrupes kerzhneri är en skalbaggsart som beskrevs av Shokhin 2008. Phelotrupes kerzhneri ingår i släktet Phelotrupes och familjen tordyvlar. Inga underarter finns listade i Catalogue of Life.